# 바라와
바라와(소말리어: بَراوِّ)는 소말리아 남서부의 주도이다. 이곳은 소말리아의 남서부 샤벨라하호세주 지역의 항구 도시로 기능한다. 인도양에 면한 바라와는 남서부 의 주요 항구 역할을 한다.